# Мировой Гран-при по волейболу 2002
10-й розыгрыш Гран-при — международного турнира по волейболу среди женских национальных сборных — прошёл с 12 июля по 4 августа 2002 года в 7 городах 5 стран с участием 8 команд. Финальный этап был проведён в Гонконге (Китай). Победителем турнира в третий раз в своей истории стала сборная России.

## Команды-участницы
Россия, Германия — по итогам европейской квалификации;
Китай, Япония, Таиланд — по результатам мирового рейтинга среди команд AVC;
США, Куба — по результатам мирового рейтинга среди команд NORCECA;
Бразилия — по результатам мирового рейтинга среди команд CSV.

## Система проведения розыгрыша
На предварительном этапе 8 команд-участниц выступали по туровой системе. В каждом туре (всего их было три) команды делились на четвёрки и проводили в них однокруговые турниры. Все результаты шли в общий зачёт. В играх финального этапа, состоявшего из группового раунда и двух финалов, участвовали четыре лучшие команды по итогам предварительного этапа.

## Предварительный этап
12—28 июля

### Турнирная таблица
| М | Команда  | И | В | П | С/П   | О  |
| - | -------- | - | - | - | ----- | -- |
| 1 | Китай    | 9 | 8 | 1 | 24:4  | 17 |
| 2 | Россия   | 9 | 8 | 1 | 26:9  | 17 |
| 3 | Германия | 9 | 5 | 4 | 17:14 | 14 |
| 4 | Бразилия | 9 | 5 | 4 | 18:15 | 14 |
| 5 | Япония   | 9 | 4 | 5 | 13:18 | 13 |
| 6 | США      | 9 | 3 | 6 | 16:20 | 12 |
| 7 | Куба     | 9 | 3 | 6 | 11:22 | 12 |
| 8 | Таиланд  | 9 | 0 | 9 | 4:27  | 9  |

### 1-й тур
12—14 июля

#### Группа А
Токио
12.07: Бразилия — Германия 3:2 (25:19, 25:21, 19:25, 19:25, 15:8); Япония — Таиланд 3:0 (25:14, 25:18, 25:13).
13.07: Бразилия — Таиланд 3:1 (25:21, 25:27, 25:22, 27:25); Германия — Япония 3:0 (25:20, 25:19, 25:21).
14.07: Германия — Таиланд 3:0 (25:17, 25:21, 25:15); Бразилия — Япония 3:0 (26:24, 25:20, 27:25).

#### Группа В
Чэнду
12.07: Россия — США 3:2 (23:25, 25:12, 23:25, 25:22, 15:9); Китай — Куба 3:0 (25:15, 25:23, 25:18).
13.07: Россия — Куба 3:1 (14:25, 25:18, 25:16, 25:20); Китай — США 3:0 (25:19, 25:17, 25:17).
14.07: США — Куба 3:1 (21:25, 25:18, 28:26, 25:18); Россия — Китай 3:0 (25:19, 25:19, 25:22).

### 2-й тур
19—21 июля

#### Группа С
Манила
19.07: Бразилия — Япония 3:0 (25:18, 25:23, 27:25); Россия — Германия 3:0 (25:16, 26:24, 25:15).
20.07: Россия — Япония 3:1 (25:13, 25:10, 23:25, 25:19); Германия — Бразилия 3:0 (25:18, 25:18, 25:22).
21.07: Япония — Германия 3:0 (28:26, 25:21, 25:19); Россия — Бразилия 3:0 (25:21, 25:15, 25:21).

#### Группа D
Накхонратчасима
19.07: Китай — США 3:0 (25:22, 25:17, 25:18); Куба — Таиланд 3:2 (18:25, 28:26, 23:25, 25:15, 18:16).
20.07: Китай — Куба 3:0 (30:28, 25:23, 25:16); США — Таиланд 3:1 (25:17, 17:25, 25:21, 25:20).
21.07: США — Куба 3:0 (25:21, 25:17, 28:26); Китай — Таиланд 3:0 (25:14, 25:14, 25:15).

### 3-й тур
26—28 июля

#### Группа Е
Макао
26.08: Бразилия — Таиланд 3:0 (25:10, 25:16, 25:12); Китай — Германия 3:0 (25:23, 26:24, 25:21).
27.08: Германия — Бразилия 3:2 (23:25, 25:23, 25:20, 12:25, 15:13); Китай — Таиланд 3:0 (25:16, 25:11, 25:18).
28.08: Германия — Таиланд 3:0 (25:19, 25:20, 25:18); Китай — Бразилия 3:1 (25:23, 25:21, 19:25, 25:18).

#### Группа F
Мяоли
26.07: Куба — США 3:2 (28:26, 18:25, 25:20, 19:25, 15:11); Япония — Россия 3:2 (21:25, 21:25, 25:17, 25:22, 15:8).
27.07: Япония — США 3:1 (25:22, 25:18, 22:25, 25:23); Россия — Куба 3:0 (25:18, 25:17, 25:18).
28.07: Куба — Япония 3:0 (25:20, 25:23, 25:22); Россия — США 3:2 (25:18, 26:24, 24:26, 23:25, 15:7).

## Финальный этап
1—4 августа.  Гонконг.

### Групповой раунд
| М | Команда  | 1   | 2   | 3   | 4   | И | В | П | С/П | О |
| - | -------- | --- | --- | --- | --- | - | - | - | --- | - |
| 1 | Китай    |     | 2:3 | 3:1 | 3:0 | 3 | 2 | 1 | 8:4 | 5 |
| 2 | Россия   | 3:2 |     | 0:3 | 3:0 | 3 | 2 | 1 | 6:5 | 5 |
| 3 | Бразилия | 1:3 | 3:0 |     | 0:3 | 3 | 1 | 2 | 4:6 | 4 |
| 4 | Германия | 0:3 | 0:3 | 3:0 |     | 3 | 1 | 2 | 3:6 | 4 |

1.08: Россия — Германия 3:0 (25:19, 25:15, 25:22); Китай — Бразилия 3:1 (25:21, 25:18, 18:25, 25:19).
2.08: Германия — Бразилия 3:0 (25:23, 25:23, 25:23); Россия — Китай 3:2 (23:25, 25:10, 19:25, 25:13, 15:10).
3.08: Бразилия — Россия 3:0 (25:23, 25:23, 26:24); Китай — Германия 3:0 (25:17, 25:20, 25:19).

### Матч за 3-е место
4 августа
Германия — Бразилия 3:1 (18:25, 25:17, 28:26, 25:16).

### Финал
4 августа
Россия — Китай 3:1 (29:27, 23:25, 25:20, 25:21).

## Итоги

### Положение команд
| Россия      |
| Китай       |
| Германия    |
| 4. Бразилия |
| 5. Япония   |
| 6. США      |
| 7. Куба     |
| 8. Таиланд  |

### Призёры
Россия: Наталья Морозова, Анастасия Беликова, Александра Коруковец, Елена Година, Наталья Сафронова, Евгения Артамонова, Елизавета Тищенко, Екатерина Гамова, Татьяна Грачёва, Елена Плотникова, Анжела Гурьева, Ольга Чуканова (в матчах предварительного этапа также играла Татьяна Горшкова). Главный тренер — Николай Карполь.
  Китай: Чжан Цзин, Фэн Кунь, Ян Хао, Лю Яньань, Ву Юнмэй, Ли Шань, Чжоу Сухун, Чжао Жуйжуй, Чжан Юэхун, Чэнь Цзин, Сун Нина, Ли Ин. Главный тренер — Чэнь Чжунхэ.
  Германия: Беатрис Дёмеланд, Керстин Черлих, Сильвия Ролл, Юлия Шлехт, Яна Мёллер, Олеся Кулакова, Атика Буагаа, Кати Радцувайт, Ангелина Грюн, Юдит Сильвестер, Биргит Тумм, Верена Вех. Главный тренер — Ли Ван Хи.

### Индивидуальные призы
MVP:  Евгения Артамонова
Лучшая нападающая:  Елизавета Тищенко
Лучшая блокирующая:  Валескинья (Валеска Менезис)
Лучшая на подаче:  Ян Хао
Лучшая либеро:  Фабиана Алвин ди Оливейра (Фаби)
Самая результативная:  Ян Хао